# Шебелинка (станция)
Шебели́нка — грузовая железнодорожная станция южного направления в Харьковской области, Украина.
Код станции — 44410.
Основными предприятиями, которые обслуживает  станция  являются: Балаклейский цементный  завод,  Комсомольская (Змиевская) ТЕЦ, газоперерабатывающий комплекс Шебелинкагаздобыча.
Коммерческие операции: продажа пасс. билетов. Приём, выдача багажа, Пр/выд. поваг. и мелк. отправок (подъездн. пути).
Операции: приём и выдача грузов повагонными и мелкими отправками, загружаемых целыми вагонами, только на подъездных путях и местах не общего пользования.

## История
Броневой поезд противника, с боем занявший ст. Шебелинка, сильным артиллерийским огнём обстреливает наши пехотные цепи. В районе Змиева вчера вечером появился неприятельский аэроплан, который сбросил несколько бомб, не причинив вред